# Cantonul Podensac
Cantonul Podensac este un canton din arondismentul Langon, departamentul Gironde, regiunea Aquitania, Franța.

## Comune
- Arbanats
- Barsac
- Budos
- Cérons
- Guillos
- Illats
- Landiras
- Podensac (reședință)
- Portets
- Preignac
- Pujols-sur-Ciron
- Saint-Michel-de-Rieufret
- Virelade